# Battaglia di Pastrengo
La battaglia di Pastrengo è un episodio della prima guerra di indipendenza. Ebbe luogo il 30 aprile 1848 quando il re di Sardegna Carlo Alberto inviò il 2º corpo d'armata del suo esercito contro gli austriaci del generale Josef Radetzky che tenevano la riva destra dell'Adige presso Pastrengo, poco a nord di Verona.
Dopo la battaglia del ponte di Goito fu il secondo scontro importante della guerra e la seconda vittoria piemontese. Carlo Alberto non riuscirà tuttavia a sfruttare il successo per conquistare Verona, davanti alla quale sarà fermato nella successiva battaglia di Santa Lucia.

## Dalla battaglia del ponte di Goito a Pastrengo
Dopo le cinque giornate di Milano e la dichiarazione di guerra all’Austria del 23 marzo 1848, Carlo Alberto attraversò con cautela la Lombardia dalla quale gli austriaci si erano ritirati. La prima vera opposizione i piemontesi la trovarono presso Goito sul fiume Mincio, dopo il quale iniziava la zona del Quadrilatero.
Qui i piemontesi, nella battaglia del ponte di Goito dell’8 aprile, sconfissero gli austriaci che si ritirarono sulla linea dell'Adige. Il fiume, scorrendo da nord a sud, oltre a difendere la città fortificata di Verona, costituiva con la sua valle una via di comunicazione con l’Austria. I piemontesi, tuttavia, non sfruttarono l’occasione e invece di inseguire gli austriaci si limitarono a cominciare l’assedio di Peschiera che era rimasta quasi isolata a ovest.
In questo modo la valle dell’Adige rimase aperta a Radetzky. Ad est, inoltre, il 17 aprile un corpo d’armata austriaco di rinforzo varcava l’Isonzo verso il Veneto. Contemporaneamente i piemontesi si disponevano a difesa dell’assedio di Peschiera, formando un semicerchio che dal Lago di Garda proseguiva per le colline moreniche e che, presentando la parte convessa verso Verona, arrivava sino alla piana di Villafranca. Un semicerchio di 25 km che nel lato settentrionale minacciava la via dell’Adige.
Svaniva in campo piemontese nel frattempo un’ipotesi avanzata nei giorni precedenti di utilizzare i soldati pontifici del generale Giovanni Durando per un’azione comune dalla pianura contro Verona. Il 22 aprile infatti il corpo austriaco di rinforzo, comandato dal generale Laval Nugent, aveva preso Udine e il 25 il comando piemontese autorizzava Durando ad accorrere autonomamente in difesa del Veneto.

## Le forze in campo

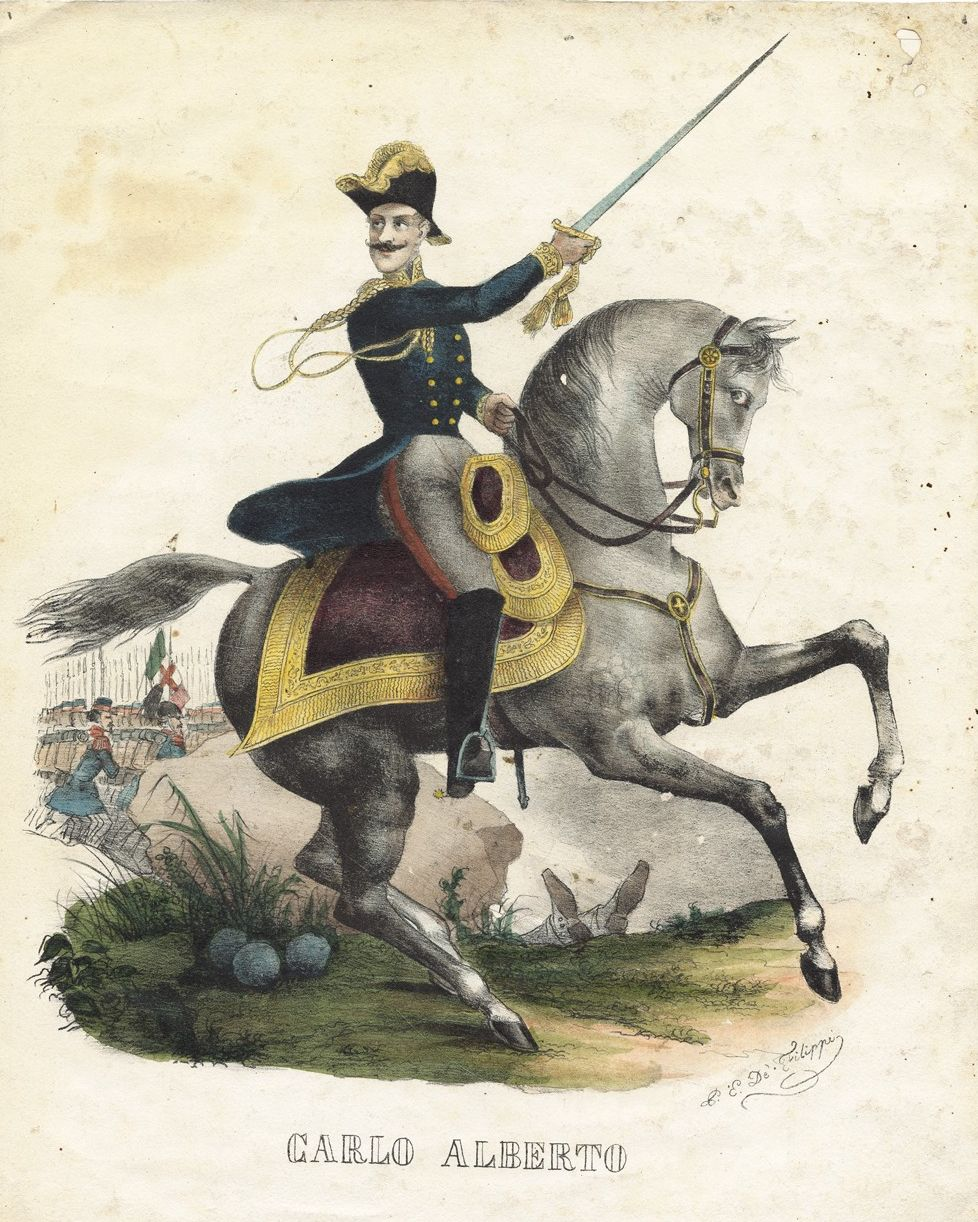
Il re di Sardegna Carlo Alberto di Savoia vinse la battaglia ma non riuscì a sfruttare la vittoria.

Il 28 aprile 1848 l’esercito piemontese si trovava di fronte agli austriaci con il 2º Corpo del generale Ettore De Sonnaz a sinistra (cioè a nord, dato che i piemontesi avanzavano verso est); e il 1º Corpo del generale Eusebio Bava a destra. Ognuno dei corpi era costituito da due divisioni. Quelle di De Sonnaz erano comandate dai generali Giovanni Battista Federici e Mario Broglia di Casalborgone, quelle di Bava dai generali Federico Millet d'Arvillars e Vittorio Garretti di Ferrere. Completava lo schieramento la Divisione di riserva, affidata al principe ereditario Vittorio Emanuele, disposta più indietro in posizione centrale.
Radetzky, di fronte all’avanzata piemontese, aveva fatto disporre il suo Corpo d’armata, oltre che a Verona, sulle due sponde dell’Adige lungo una linea trincerata e una serie di capisaldi sulla riva destra del fiume. Si fronteggiavano in sostanza 51 battaglioni piemontesi contro 33 austriaci appoggiati a una linea ben difesa e a un importante corso fluviale, con una cavalleria (36 squadroni contro 34) e un’artiglieria da campo (82 cannoni contro 84) all’incirca pari.
Più nel dettaglio, a nord di Verona, Radetzky aveva fatto occupare, sulla sponda destra dell’Adige, la posizione avanzata di Pastrengo, mentre un battaglione era stato spinto fino a Sandrà (oggi frazione di Castelnuovo del Garda) e 3 a Bussolengo.  Con tale mossa il generale austriaco intendeva proteggere la linea dell’Adige e soprattutto mantenere le comunicazioni con Peschiera assediata. A questo scopo, sulla testa di ponte Bussolengo-Pastrengo gli austriaci schieravano 10 battaglioni, 6 squadroni di cavalleria e 21 cannoni.

## Gli scontri del 28 e 29 aprile

### I piemontesi verso Pastrengo

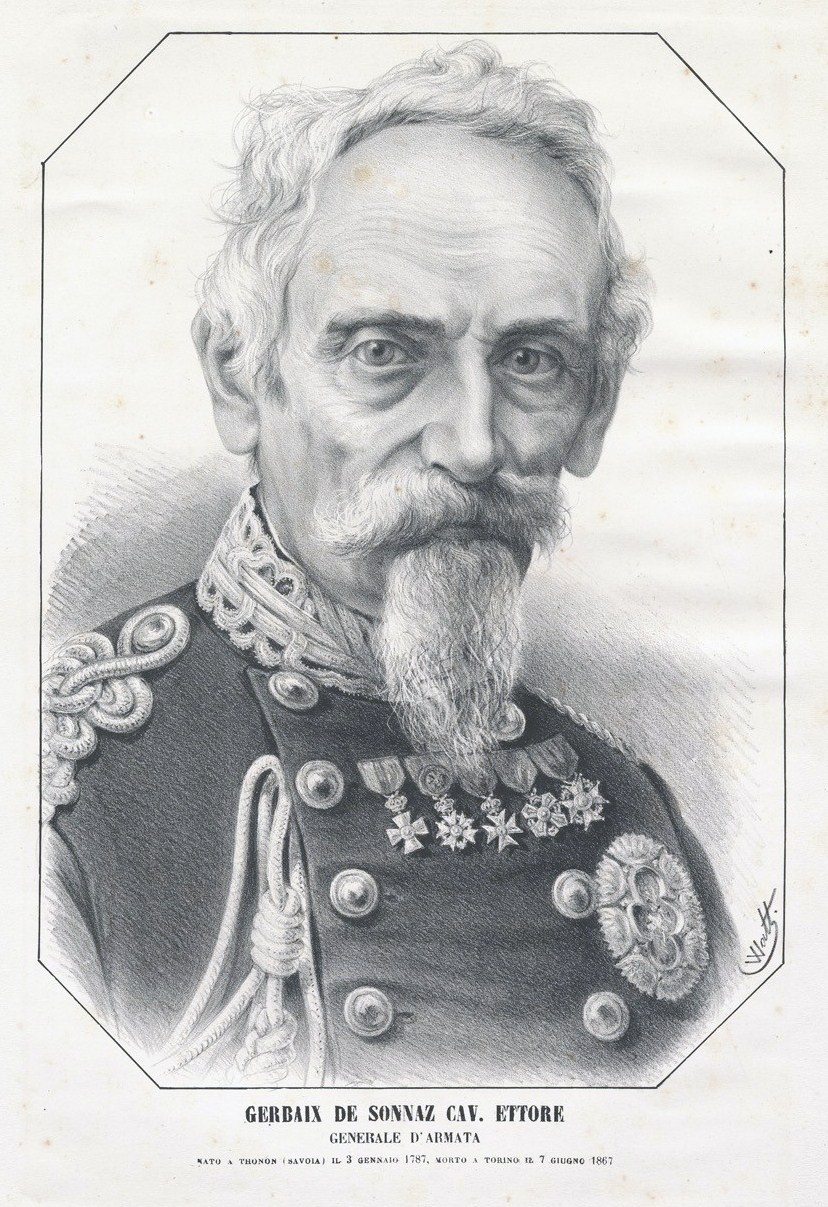
Il generale piemontese De Sonnaz, al quale fu dato il compito di eliminare la testa di ponte di Pastrengo.

Il generale Michele Bes, comandante della Brigata “Piemonte” della divisione di Federici del Corpo di De Sonnaz, ebbe l’ordine, il 27 aprile 1848, di avvicinarsi all’ala destra austriaca e occupare due piccoli centri fra Peschiera e Pastrengo: Pacengo e Colà (oggi frazioni del comune di Lazise). Bes fece partire la brigata da Oliosi (oggi frazione di Castelnuovo) alle 8 di mattina del 28 e, passato, Castelnuovo divise le forze: il 4º Reggimento verso Pacengo e il resto delle truppe verso Colà.
All’avvicinarsi da est delle avanguardie piemontesi, gli austriaci disposti a Colà si ritirarono sulle alture a nord-est del centro abitato che fu occupato dagli uomini di Bes senza colpo ferire. Delle due alture che si fronteggiano, Monte Letta venne occupato dai piemontesi e Monte Raso dagli austriaci. Su quest’ultima, dopo un’avanzata faticosa dei piemontesi, gli austriaci si ritirarono occupando un ciglione retrostante, ma Bes, che riteneva esaurito il suo compito di prendere Colà, limitò alle due alture l’occupazione.
Parallelamente alla occupazione di Colà avvenne quella di Pacengo da parte del 4º Reggimento e l’altra di Sandrà (oggi frazione di Castelnuovo), sulla strada per Pastrengo, da parte del 16º Reggimento della Brigata “Composta”. Questa e la Brigata “Piemonte” si disposero quindi sulla linea Pacengo-Colà-Sandrà. Gli austriaci, intanto, restringevano l’occupazione alle adiacenze di Pastrengo, con un nucleo più indietro attorno a Piovezzano (oggi a Pastrengo). Lo scontro del 28 era terminato. Il 3º Reggimento piemontese ebbe 3 morti e 23 feriti, gli austriaci 53 fra morti e feriti.
L’avamposto austriaco di Pastrengo sulla sponda destra dell’Adige diveniva così il caposaldo di Radetzky per tenere gli ultimi contatti con Peschiera.

### La risposta austriaca

Il generale austriaco Josef Radetzky riuscì a contenere la sconfitta dei suoi uomini.

Radetzky, appena ebbe la notizia dell’avanzata piemontese tra Sandrà e Colà, nella notte del 28 aprile 1848, inviò da Verona a Piovezzano la Brigata “Arciduca Sigismondo”, in sostegno della brigata comandata dal generale Ludwig von Wohlgemuth (1788-1851) già presente in zona. Entrambe furono poste agli ordini del generale Gustav von Wocher (1779-1858), che disponeva così di 5 600 uomini (7 battaglioni, 2 squadroni di cavalleria e 2 batterie e mezzo di artiglieria).
Nelle stesse ore fu inviata una brigata anche a Bussolengo, a metà strada fra Verona e Pastrengo, mentre il generale Franz Ludwig von Welden (1782-1853), comandante delle truppe del Tirolo meridionale, riceveva l’ordine di sostenere con le sue truppe che stanziavano a Rivoli quelle di Pastrengo se fossero state attaccate. Radetzky aveva così provveduto, facendo perno su Pastrengo, anche alla protezione delle comunicazioni con il Tirolo e la madrepatria.
A questo punto il generale austriaco Wocher, comandante del presidio di Pastrengo, volle scoprire l’entità delle forze nemiche che aveva di fronte e il 29 aprile organizzò un distaccamento che muovesse da Pastrengo verso sud e le colline di Sandrà. Contemporaneamente, altre forze provenienti da Bussolengo avrebbero attaccato direttamente quelle alture.
L’azione da Pastrengo si risolse in un lungo scambio di fucilate con i piemontesi che tennero la posizione sul monte Romualdo (a nord-est di Sandrà), mentre l’attacco da Bussolengo, costituito principalmente dall’artiglieria, fallì per l’inadeguatezza del terreno a disporre i cannoni in batteria. Alle 14 lo scontro si interruppe per un’ora; poi riprese per iniziativa austriaca con un accenno di offensiva, vanificato da un contrattacco piemontese su tutta la linea.

## La battaglia del 30 aprile 1848
Questi scontri preliminari provavano sempre di più ai piemontesi la necessità di eliminare la testa di ponte di Pastrengo al di qua dell’Adige. L’attacco, che era stato rimandato di un giorno, fu fissato per il 30 aprile. Vi prendevano parte le forze del 2º Corpo piemontese di De Sonnaz, sostenuto dalla Divisione di riserva e dalla Brigata “Regina”. L’avanzata fu ripartita in tre colonne.

### Il piano di battaglia piemontese

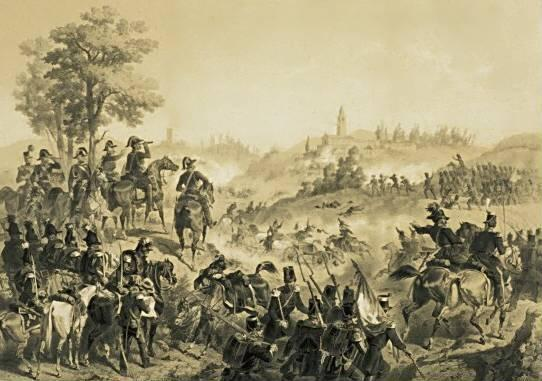
Carlo Alberto in osservazione presso Pastrengo, seguito dalla scorta di carabinieri a cavallo.

Lo stato maggiore di Carlo Alberto, considerando che Pastrengo era difeso a meridione da due alture, monte San Martino e monte Le Bionde, aveva suddiviso l’attacco in modo da investire da sud l’obiettivo in questo modo:
- Sulla sinistra la colonna della 4ª Divisione del generale Federici, composta dalla Brigata “Piemonte” (generale Bes), dai volontari piacentini (conte Zanardi), da una compagnia di bersaglieri e da una batteria da battaglia (5 319 uomini e 8 cannoni), avrebbe mosso da Colà verso la destra austriaca.
- Al centro la colonna della Divisione di riserva del duca di Savoia Vittorio Emanuele con la Brigata “Cuneo” (generale D’Aviernoz), il 16º Reggimento di fanteria, le truppe parmensi con i loro cannoni e una batteria da battaglia (3 500 uomini e 10 cannoni), avrebbe attaccato frontalmente Pastrengo tenendosi collegata alla colonna di destra.
- Sulla destra la colonna della 3ª Divisione del generale Broglia composta dalla Brigata “Savoia”, da due compagnie di bersaglieri e una batteria da posizione (5 069 uomini e 8 cannoni), avrebbe mosso da Santa Giustina[18] per portarsi in località Osteria Nuova ai piedi del monte San Martino, sulla strada tra Bussolengo e Pastrengo[19].

In seconda linea, la Brigata “Regina” (generale Ardingo Trotti) portandosi a Sandrà doveva assecondare il movimento della prima linea. La brigata “Guardie” (generale Biscaretti), intanto, sostituiva la Brigata “Savoia” a Santa Giustina. In complesso 13 500 uomini circa con una marcia convergente si dirigevano da sud-ovest, sud e sud-est su Pastrengo difesa dalla divisione di Wocher con 7 000 uomini e 12 cannoni.

### L’avanzata piemontese

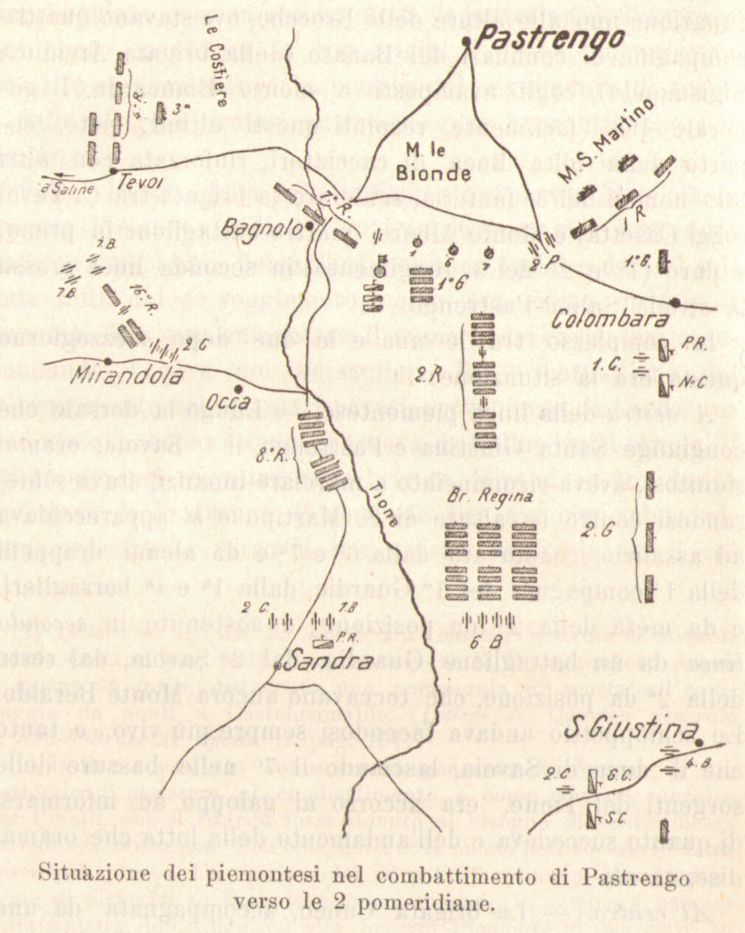
L'azione piemontese verso Pastrengo (in alto). A sinistra le unità della Brigata "Piemonte", al centro quelle della "Cuneo" e della "Regina" (quest'ultima di riserva) e a destra quelle della "Savoia". Si notino le alture delle Bionde e di San Martino.

Il 30 aprile 1848, La Brigata “Savoia” della colonna di destra aveva cominciato ad avanzare, ma fu ostacolata dal terreno e dalla formazione di battaglia presa precocemente rispetto alle probabilità di uno scontro. Il fuoco dell’artiglieria austriaca, che si trovava sull’altura di San Martino, e quello dei tirolesi che erano a metà del pendio fu diretto quindi contro i bersaglieri e volontari parmensi che si erano staccati dal resto della colonna.
L’attacco piemontese su San Martino fu fermato, né l’arrivo dei reparti della “Savoia” riuscì a sbloccare la situazione. Fu chiesta l’artiglieria che, a causa della sua posizione all’interno della colonna, giunse in posizione di tiro solo un’ora dopo, ma bastarono pochi colpi per far tacere e allontanare i cannoni austriaci.
Al centro anche la Brigata “Cuneo”, raggiunta Sandrà alle 8 del mattino, puntava su Pastrengo quasi esattamente da sud. Il terreno pantanoso però, in cui scorre il Tione ostacolava lo spiegamento e la marcia del reggimento di testa, e dalle alture i tiratori austriaci ne approfittavano per bersagliarlo.
Sulla sinistra della “Cuneo” avanzava da Colà la brigata “Piemonte”. Da questo lato gli austriaci avevano spinto le avanguardie fino all’altura delle Brocche, che si trova isolata a sud-ovest di Pastrengo. Facilmente respinti gli austriaci a difesa della posizione, il generale Bes riusciva a schierare la sua brigata in località Tevoi (poi denominata Casetta) e sulla strada Saline-Pastrengo.
In complesso, tra le 13 e le 14 questa era la situazione: a destra il 1º Reggimento della Brigata “Savoia” stava schierandosi contro l’altura di San Martino e si preparava ad assalirla; mentre gli scambi di fucileria si facevano sempre più intensi. Al centro la Brigata “Cuneo”, uscita dalle difficoltà del terreno paludoso del Tione, stava salendo l’altura delle Brocche per riordinarsi e procedere avanti per Bagnolo (località di Pastrengo), assalire Le Bionde e poi il centro di Pastrengo. A sinistra la Brigata “Piemonte” aveva preso posizione sull’altura del Biancardo.

### La carica dei Carabinieri

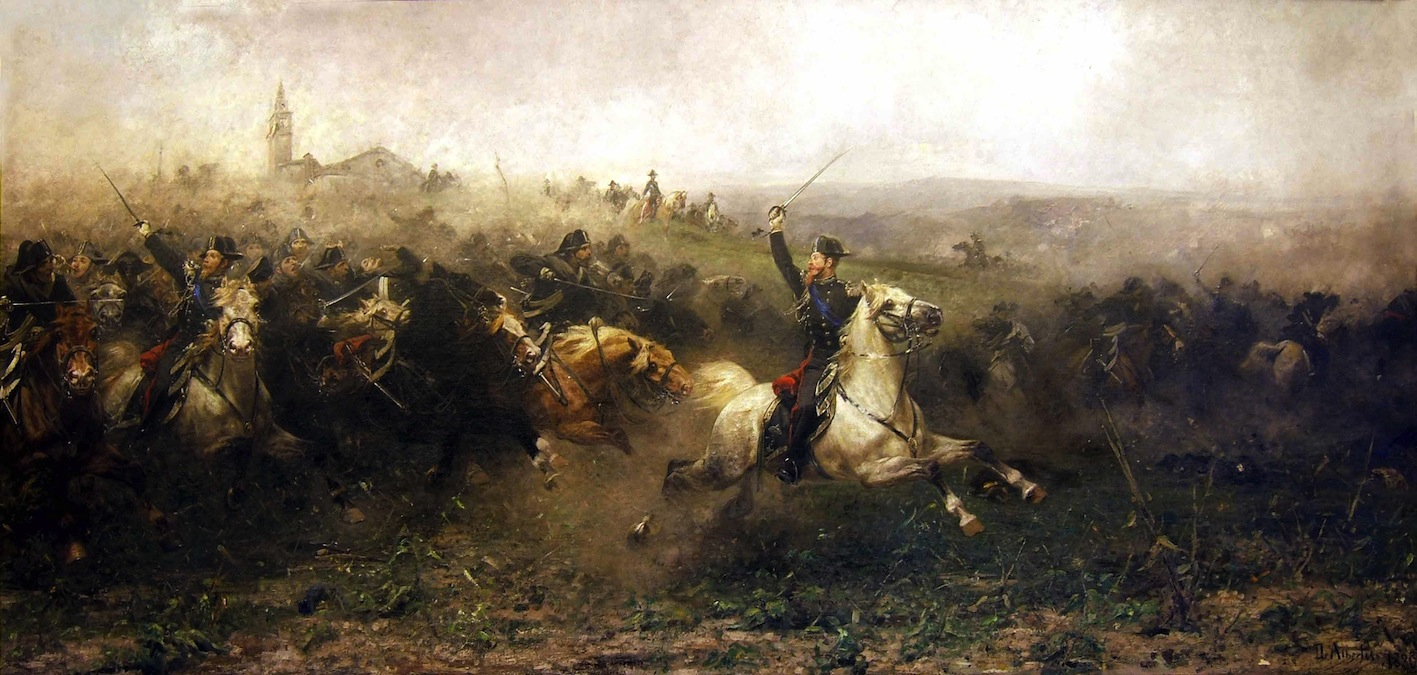
La carica dei carabinieri a Pastrengo, che diede vigore all'attacco piemontese.

In questa situazione, re Carlo Alberto con il suo seguito, tra cui il presidente del Consiglio Cesare Balbo e il ministro della guerra Antonio Franzini, da un’altura nel settore centrale dell’avanzata piemontese, assisteva allo spiegamento delle truppe. Lo seguivano tre squadroni di carabinieri di scorta. Il Re, non sapendo spiegarsi il rallentamento della Brigata “Cuneo” (appena uscita dalla zona paludosa) replicava gli ordini di accelerare la marcia.
Alla fine, spazientito, si portò egli stesso verso il luogo dove la “Cuneo” pareva ferma, ma proprio in quell’istante la brigata si era rimessa in movimento per rispondere alle fucilate degli austriaci appostati sull’altura delle Bionde. A quel punto anche la Brigata “Piemonte”, compiuto lo spiegamento presso Tevoi, cominciò ad avanzare verso Pastrengo. La linea di battaglia era ormai coordinata e su tutta la linea il fuoco si sviluppava intenso.
Carlo Alberto seguiva da vicino l’avanzata, quando ad un tratto alcuni carabinieri a cavallo della sua scorta, nel salire un poggio dell’altura delle Bionde, furono sorpresi da una scarica di fucileria austriaca e retrocedettero. Accortosi dell'accaduto, il maggiore Alessandro Negri di Sanfront lanciò al galoppo i tre squadroni di carabinieri, ai quali si aggiunsero Carlo Alberto e il suo stato maggiore, dando alla carica un ulteriore impulso. Lo slancio di questi cavalleggeri, eccitati per il pericolo corso dal Re e imbaldanziti per la vista di Pastrengo a 1 km di distanza, comunicò a tutta la linea piemontese un rinnovato vigore.
La Brigata “Cuneo”, salita l’altura delle Bionde, avanzò sulla sua cima pianeggiante; mentre la  “Piemonte”, sulla sinistra, efficacemente appoggiata dall’artiglieria, muoveva all’attacco iniziando a minacciare l’ala destra della difesa austriaca di Pastrengo. Dall’altro lato, Wocher, richiamate alcune compagnie dalla riserva per contrastare la “Piemonte” che lo minacciava a ovest, controllava la ritirata delle fanterie che ripiegavano dalle alture, inseguite dalla “Savoia” che aveva dimenticato l’incarico di sorvegliare il fianco destro nel pericolo di un’incursione austriaca da Bussolengo. Fu allora che il duca di Savoia Vittorio Emanuele, allontanatasi dalla “Cuneo”, raggiunse le truppe piemontesi inseguitrici fermandone l’impeto.

### L’occupazione di Pastrengo

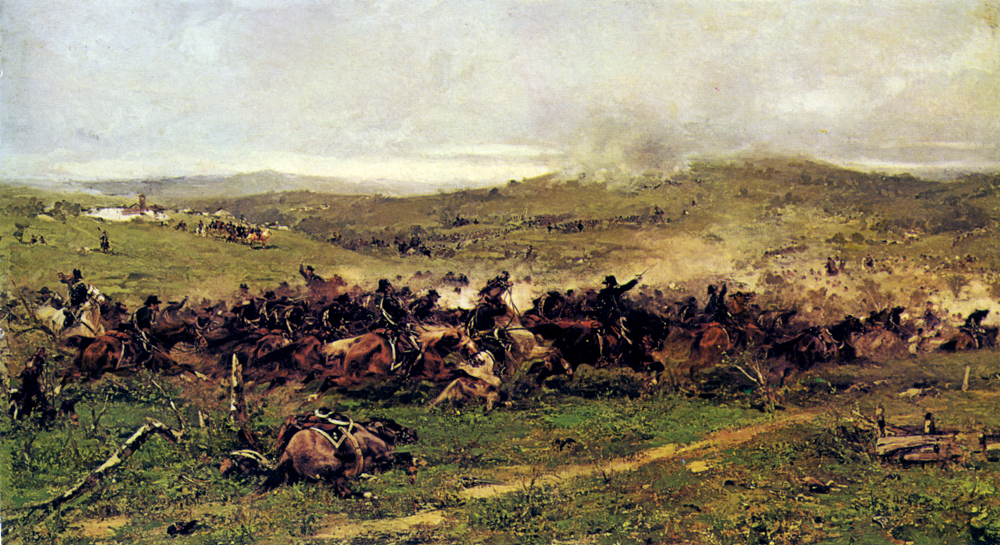
Un altro dipinto della carica.

Oramai per gli austriaci si trattava di prendere tempo e rendere meno precipitosa la ritirata. Gli uomini della Brigata “Cuneo” intanto entravano a Pastrengo abbandonata dagli austriaci. Ma una batteria di artiglieria a cavallo dei piemontesi si spinse troppo in avanti e rischiò di essere dispersa dal nemico presso il cimitero. Il maggiore Alfonso La Marmora risolse la situazione facendo intervenire uno squadrone di cavalleria che così ebbe la possibilità di spiegarsi ed entrare in azione.
Intorno alle 16 i bersaglieri giunsero a Sega, poco a nord di Pastrengo, proprio quando le truppe austriache smontavano il ponte di barche che aveva consentito loro di passare l’Adige. Rimanevano tuttavia sulla sponda destra centinaia di loro connazionali che furono catturati. Il combattimento ebbe una sosta per riordinare le truppe di entrambi gli schieramenti, mentre i piemontesi raccoglievano nel cimitero i prigionieri austriaci.

### La reazione austriaca e le perdite
La reazione austriaca localmente fu poco efficace, perché le truppe di Radetzky attaccarono senza slancio i piemontesi tra Santa Giustina e Sona e si ritirarono ai primi loro colpi d’artiglieria. Tuttavia, al manifestarsi dell’assalto piemontese Radetzky rispose anche con una consistente azione che impegnò il centro dell’esercito di Carlo Alberto in direzione Verona-Peschiera. L’attacco fu completamente respinto, ma l’azione preoccupò lo stato maggiore piemontese e lo dissuase dal passare l’Adige per interrompere le comunicazioni nemiche con Trento e l’Austria. «Pour aujourd’hui il y en a assez» (dal francese: «Per oggi è abbastanza») sentenziò Carlo Alberto.
Le operazioni piemontesi del 28, 29 e 30 aprile 1848 ottennero alla fine solo il risultato di isolare Peschiera per consentirne l’assedio. Tali operazioni costarono all’esercito di Carlo Alberto 15 morti (fra cui un ufficiale) e 90 feriti, agli austriaci 24 morti, 147 feriti e 383 prigionieri.

## Mancato sfruttamento della vittoria
La prima importante vittoria piemontese fu quindi una vittoria non sfruttata: la riva sinistra dell’Adige rimase infatti agli austriaci. L’esercito piemontese aveva dimostrato il suo valore, ma l'organizzazione dello scontro fu piuttosto modesta: avevano partecipato alla battaglia tre brigate, ma solo i reggimenti di testa erano entrati in azione; quelli alle loro spalle non potettero sostenere la linea del fuoco né poterono sfruttare il successo. In tutti i modi la testa di ponte nemica che minacciava un assedio su Peschiera era stata eliminata e un’azione piemontese verso Verona era ormai possibile.
Nel 1870 lo storico Ugo Sirao si schierò fra coloro che ritennero che Carlo Alberto perse una grande occasione: 
(Ugo Sirao, Storia delle rivoluzioni d'Italia)
Più recentemente lo storico militare Renato Agazzi fa però notare:
(Renato Agazzi, La Rivoluzione del 1848)
Carlo Alberto preferì, in ogni caso, operare una ricognizione direttamente su Verona, probabilmente perché speranzoso di una sollevazione in città, ma dedicò alla manovra un numero eccessivo di truppe, tanto da farne un vero e proprio attacco, ottenendone la controversa vittoria di Santa Lucia.